# Contea di Noble (Indiana)
La contea di Noble (in inglese Noble County) è una contea dello Stato dell'Indiana, negli Stati Uniti. La popolazione al censimento del 2000 era di 46 275 abitanti. Il capoluogo di contea è Albion.